# 2000년 문제

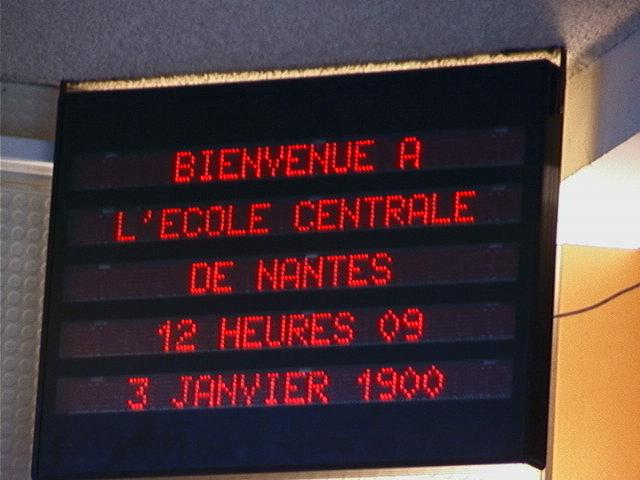

2000년 문제(영어: year 2000 problem, Y2K problem, Y2K scare, Y2K bug, Y2K glitch, Y2K error) 또는 밀레니엄 버그(영어: millennium bug)는 1999년 12월 31일에서 2000년 1월 1일로 넘어갈 때 날짜나 시각을 다루는 과정에서 오류가 일어난 문제로, 대표적인 컴퓨터 설계의 오류로 지적된다. 흔히 Y2K(와이투케이)라 불리기도 하는데, 여기서 Y는 Year(년)를, K(엄밀하게는 소문자 k)는 1000을 나타내는 SI 접두어인 kilo(킬로)이다.
2000년 문제는 사회 전반에서 2000년 1월 1일 자정 이후에 산업이나 경제, 전기 등 중단이 치명적인 곳에 문제를 일으킬 것이라는 우려를 낳았고, 신문 및 방송 매체의 영향으로 상당한 파장을 낳았다. 이에 따라 회사에선 공포심을 이용해 'Y2K 재난 대비 물품 세트' 등을 판매해서 이득을 많이 거두기도 했다. 2000년 이전에 세계의 대부분의 회사들과 단체들이 자신들의 컴퓨터 시스템을 점검하고 교체했으며, 2000년 문제를 준비하는 과정은 컴퓨터 산업계에 적지 않은 영향을 미쳤다. 그러나 2000년 1월 1일이 되었을 때 예상과 같이 심각한 수준의 문제는 생기지 않았다. 대신 비디오 테이프를 빌린 고객의 연체료가 800만원으로 나오는 등 사소한 오류가 많이 일어났다.

## 배경
컴퓨터의 메모리와 기억 장치의 값이 비쌌고 대부분의 자료 처리는 80 열의 레코드 안에 텍스트 데이터를 표시했던 천공 카드에서 이루어져 데이터 입력에 많은 시간과 노력이 들어야 했던 1960년대로 거슬러 올라간다. 이를테면, 1963에서 맨 앞 두 자리 숫자를 빼고 63만 저장하면 그만큼 시간과 돈을 아낄 수 있었다. 그러나 2000년이 되면 앞의 두자리를 뺀 수는 00이 되는데, 이를 1900년으로 해석해야 할지, 2000년으로 해석해야 할지 컴퓨터가 판단하지 못한다는 데에서 문제의 심각성이 대두되었다.
1999년 12월 31일 자정으로 넘어갈 때, Y2K 문제가 해결되지 않은 컴퓨터 시계는 연도를 1900년, 1980년, 또는 1983년으로 자동으로 설정해 버린다.

## 같이 보기
- ISO 8601
- 2010년 문제
- 2038년 문제
- 10000년 문제
- 10억 초 문제